# Cicaden
Cicaden (Auchenorrhyncha) zijn een groep van insecten die vertegenwoordigd wordt door ongeveer 40.000 verschillende soorten. Cicaden vormen een onderorde die behoort tot de orde van de halfvleugeligen (Hemiptera).
Veel soorten blijven erg klein en de cicaden zijn niet zo bekend als andere halfvleugeligen, zoals de plantenluizen en de wantsen. Toch zijn de cicaden bij het grote publiek bekend door de op spuug gelijkende schuimnesten waarin het larvale stadium van een aantal soorten cicaden zich ontwikkelt. Dergelijke nesten worden wel koekoeksspuug genoemd en kunnen worden aangetroffen op verschillende wilde en gecultiveerde planten. Andere cicaden eten als larve van plantenwortels en leven ondergronds, ze zijn hierdoor moeilijk zichtbaar.
Cicaden leven allemaal van plantensappen, sommige soorten komen in grote aantallen voor op door de mens geteelde gewassen en worden beschouwd als plaaginsecten. Een bijzonderheid van cicaden is dat veel soorten een symbiotische relatie hebben met bepaalde bacteriën, deze helpen de cicade bij het verteren van het voedsel. Dit komt ook wel voor bij andere insecten maar een dergelijke samenwerking is bij de cicaden het hoogst ontwikkeld.
Cicaden komen over de gehele wereld voor en zijn een vrij uniforme groep; de meeste soorten zien er ongeveer hetzelfde uit maar er zijn enkele uitzonderingen. De bochelcicaden bijvoorbeeld hebben enkele zeer bijzondere kenmerken en staan bekend als een van de vreemdst gevormde insecten. Ook in België en Nederland komen verschillende cicaden voor, zoals de rododendroncicade (Graphocephala fennahi), de groene cicade (Cicadella viridis) en de zwarte, roodgevlekte bloedcicade (Cercopis vulnerata).
Cicaden worden verdeeld in twee groepen, de lantaarndragerachtigen (Fulgoromorpha) en de zingcicadeachtigen (Cicadomorpha). Deze laatste groep is het bekendst vanwege de harde geluiden die de mannetjes maken.

## Verspreiding en habitat

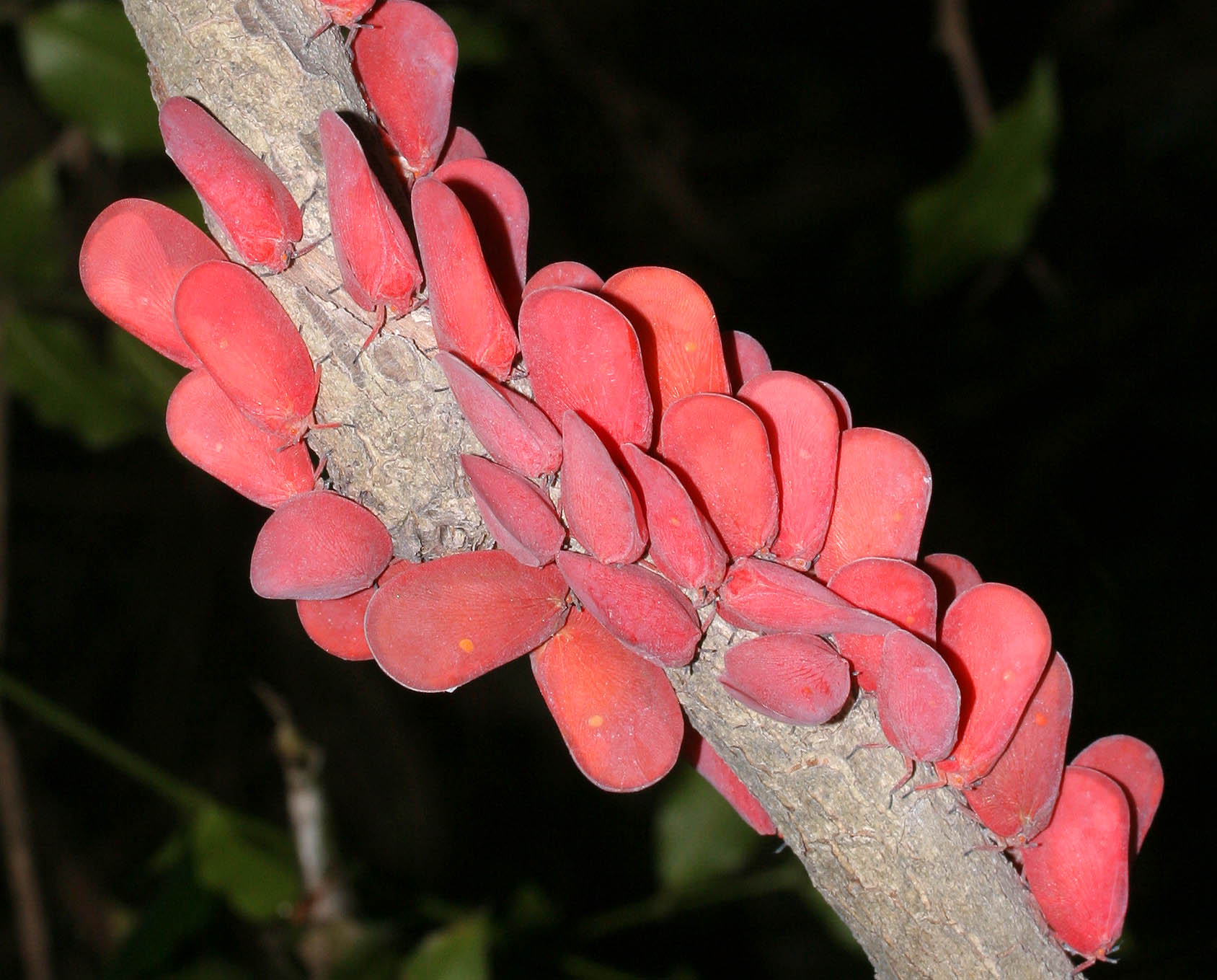
Phromnia rosea uit Madagaskar.

Cicaden komen wereldwijd voor en zijn te vinden in uiteenlopende biotopen. Het enige continent waar geen cicaden leven is Antarctica. Veel soorten leven in uitgesproken graslanden waar ze grassen uitzuigen maar ook zijn er soorten die specifiek van kruidachtige planten leven en andere soorten leven op houtige planten als bomen. Sommige soorten hebben zich aangepast op het leven in droge en schrale gebieden, zoals bergstreken.
De verspreiding van de cicaden hangt af van de familie en geslacht, de bekende periodieke cicaden bijvoorbeeld komen alleen voor in Noord-Amerika, terwijl de helmcicaden met hun soms bizarre uitsteeksels vooral in Azië te vinden zijn. Andere families, zoals de dwergcicaden, zijn wereldwijd verspreid geraakt door de handel in planten.

### België en Nederland

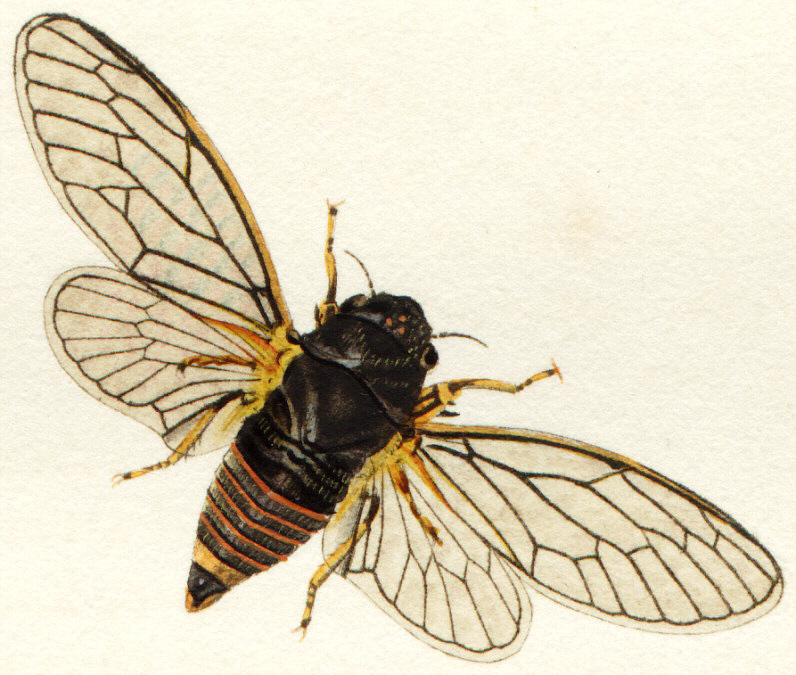
Cicadetta montana

In België en Nederland komen ook cicades voor maar veel soorten blijven kleiner dan één centimeter. Een wat bekendere soort is het algemeen voorkomende schuimbeestje (Philaenus spumarius). Sommige soorten worden wat groter zoals de bloedcicade (Cercopis vulnerata), die ook gemakkelijk te herkennen is aan de zwarte kleur met bloedrode vlekken. In zuidelijk België komt de soort Cicadetta montana voor die wat groter wordt tot 28 millimeter. De mannacicade (Cicada orni) is pas in 2010 ontdekt in Nederland en is hier vermoedelijk geïntroduceerd. Andere wat bekendere soorten in de Benelux zijn de doorncicade, Graphocephala coccinea, de groene cicade, Ribautiana tenerrima en de rododendroncicade, die is meegelift met tuinplanten.

## Kenmerken

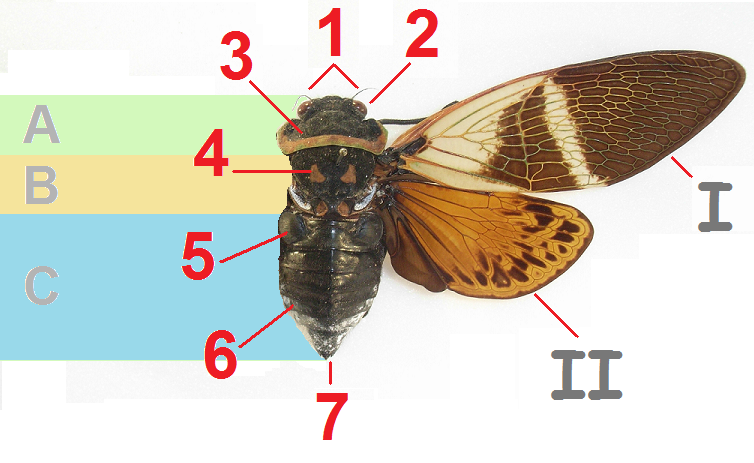
Algemene kenmerken van een cicade.

De meeste cicades blijven klein, veel soorten worden nog geen centimeter lang. Grotere soorten kunnen een lichaamslengte van meer dan vijf centimeter bereiken en hebben een spanwijdte van bijna 20 cm. Dergelijke maten komen voor bij soorten uit de geslachten Pomponia en Tacua, een voorbeeld is Pomponia imperatoria uit Maleisië.
Cicaden hebben net als alle insecten een in drieën verdeeld lichaam, bestaande uit een kop (A), een borststuk of thorax (B) en een achterlijf of abdomen (C). Het borststuk draagt drie paar poten aan de onderzijde en twee paar vleugels aan de bovenzijde, net als alle gevleugelde insecten. De vleugels bestaan uit twee verharde dekvleugels, die aan de bovenzijde zijn gelegen en de voorvleugels (I) worden genoemd. Hieronder zijn de achtervleugels aanwezig (II), die vaak doorzichtig en vliezig zijn en bij de meeste soorten kunnen worden gebruikt om mee te vliegen.
De kop van de cicade draagt verschillende zintuiglijke organen, waarvan de antennes (1) het duidelijkst zichtbaar zijn omdat ze sprieterig zijn en ontspruiten aan de voorzijde van de kop. In vergelijking met andere insecten zijn de antennes echter klein. De ogen (2) zijn bij veel soorten goed zichtbaar en zijn altijd aan de zijkanten van de kop gepositioneerd. Net als andere insecten bestaan de ogen uit vele kleinere suboogjes die de ommatidiën worden genoemd, het geheel heet een samengesteld oog. Alle cicaden hebben aan de bovenzijde van de kop, tussen de samengestelde ogen, drie zogenaamde enkelvoudige oogjes, die bestaan uit een enkele structuur met ieder een eigen lens. Deze zogenaamde ocelli hebben een ondergeschikte visuele functie en kunnen slechts grove lichtverschuivingen waarnemen. Ze hebben waarschijnlijk een functie in de regulatie van het dag- en nachtritme.

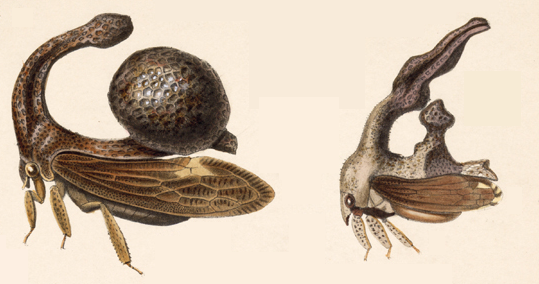
Helmcicaden, hier uit het geslacht Sphongophorus hebben soms bizarre uitsteeksels.

De kop van de cicade wordt goed beschermd door het vergrote kopschild of vertex (3), het borststuk wordt bedekt door het pronotum of halsschild (4). Het achterlijf van de cicade is gesegmenteerd en ieder segment wordt aan de bovenzijde beschermd door een tergiet (6) , de onderzijde door een sterniet. Het eerste achterlijfssegment draagt de tymbalen (5) die voor de geluidsproductie zorgen, zie onder communicatie.
De monddelen zijn gepaard maar zijn omgebouwd tot een enkele, buisvormige structuur die de zuigsnuit of (het) rostrum wordt genoemd. Het rostrum wordt in rust onderaan het lichaam geborgen en is aan de bovenzijde niet te zien. Het rostrum kan bij cicaden niet naar voren worden gestoken zoals bij wantsen. De vorm van het rostrum alsook de exacte positie ervan is bij een groot aantal soorten een belangrijk determinatiekenmerk. Bij de cicaden is de zuigsnuit veel verder naar achteren geplaatst dan bij wantsen en bladluizen en is soms tussen de voorste poten gelegen.
Het borststuk van de cicade draagt aan de onderzijde de drie paar poten, de voor- en achterpoten worden gebruikt om te lopen terwijl het achterste potenpaar sterk gespierd is en gebruikt wordt om te springen. Dit is een typisch kenmerk van alle soorten cicaden; alle soorten kunnen snel wegschieten door de goed ontwikkelde achterpoten. De poten bestaan net als andere insecten uit een heup of coxa die de poot met het lichaam verbindt en vervolgens een dij of femur en een scheen of tibia. Het uiteinde van de poot bestaat uit een gelede tarsus of voet en draagt kleine klauwtjes aan het einde waarmee de cicade zich aan de ondergrond hecht. De poten van cicaden zijn klein en worden bij de meeste soorten grotendeels onder het lichaam geborgen en bij andere cicaden zijn ze in het geheel bedekt door de grote vleugels. Het achterste potenpaar is bij de meeste soorten omgevormd tot sterke springpoten, de springspieren zijn bij de schuimcicaden gelegen in de metathorax en zijn verbonden met de trochanter of dijbeenring. Cicaden kunnen in relatie tot hun lichaamslengte een enorme afstand afleggen per sprong.
Aan de bovenzijde van het borststuk zijn de twee paar vleugels gehecht. Cicaden kunnen meestal vliegen, al hebben veel soorten een onregelmatige vlucht en zijn lang niet zo behendig als bijvoorbeeld tweevleugeligen zoals zweefvliegen. Tijdens de vlucht zijn de vleugels aan elkaar gehaakt met een koppelmechanisme. De meeste soorten kunnen ook springen, vaak worden de vleugels na een sprong uitgeklapt en wordt een stukje gevlogen. De vleugels zijn relatief groot en worden bij alle cicaden in rust als een dakje boven het lichaam gevouwen. Net als andere gevleugelde insecten heeft een cicade twee paar vleugels, de voorvleugels zijn aan de bovenzijde gelegen en zijn groter dan de achtervleugels. De vleugels van de cicade zijn altijd duidelijk geaderd. Sommige soorten dragen oogvlekken op de vleugels, die tevoorschijn komen als de cicade wegvliegt.
Cicades zijn een van de weinige niet-zoogdieren die het lichaam kunnen afkoelen door te zweten. Ze hebben zweetklieren die water over het lichaamsoppervlak brengen waarna het verdampt en de cicade snel afkoelt. De zweetklieren zijn gelegen aan de bovenzijde van het lichaam, mogelijk zijn eicosanoïden betrokken bij het zweten. Het water wordt verkregen uit de opgezogen plantensappen en kan hiermee worden aangevuld.

## Voortplanting

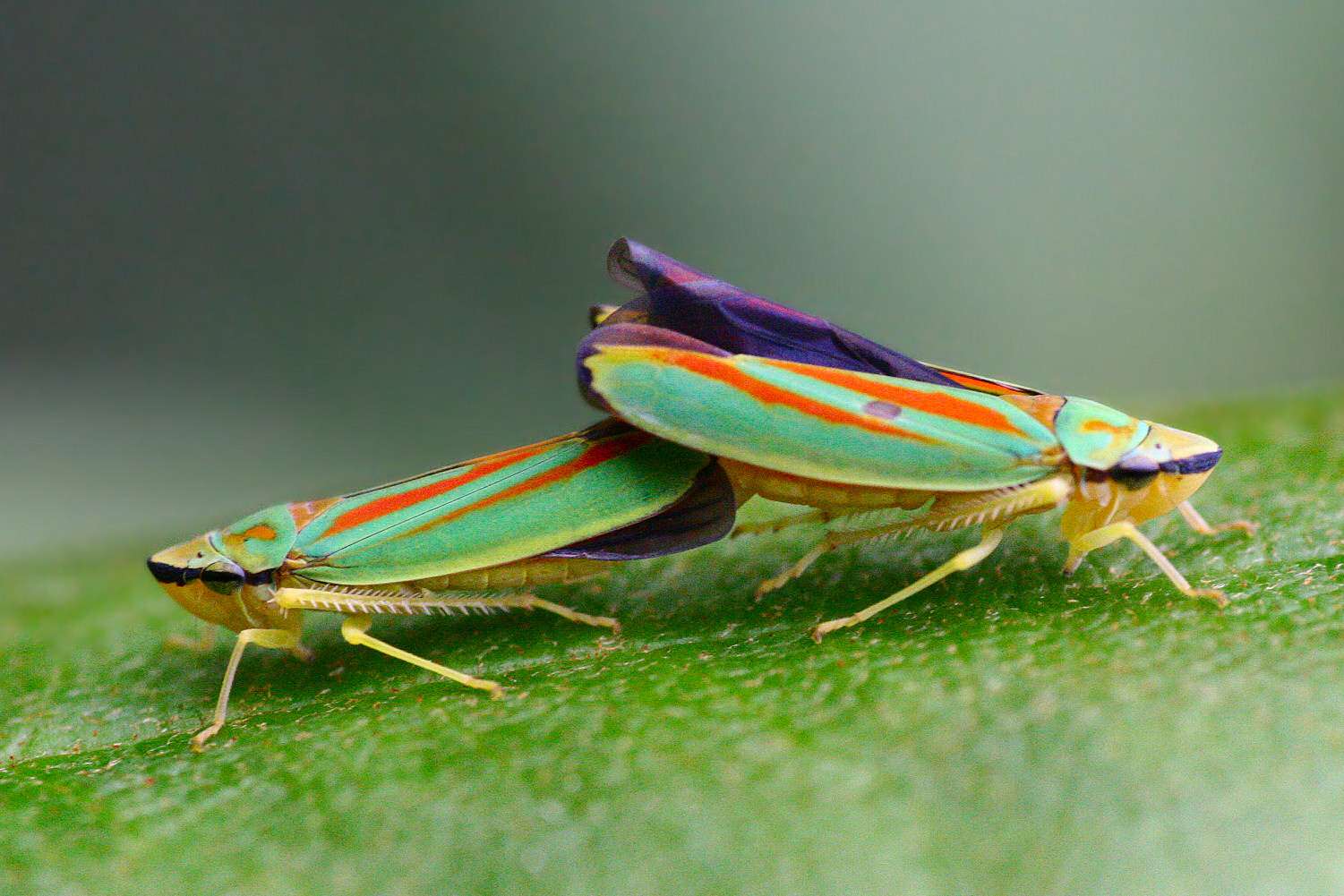
Paring van de rododendroncicade (Graphocephala fennahi)

In de voortplantingstijd worden de vrouwtjes gelokt door de mannetjes die zoemende geluiden maken. Als een koppeltje elkaar gevonden heeft vindt de paring plaats. Bij de paring kruipt het mannetje niet op het vrouwtje zoals bij veel andere insecten, maar zijn de dieren met de achterlijven aan elkaar gehecht terwijl de voorzijden uit elkaar staan.
Cicaden zijn altijd eierleggend en nooit levendbarend zoals sommige verwante insecten als bladluizen. Het aantal eitjes verschilt per soort, de meeste cicaden zetten enige tientallen tot honderden eitjes af. De eitjes worden vaak in plantendelen als stengels en bladeren afgezet met de ovipositor, de legbuis van een vrouwtje. Een aantal cicaden deponeert de eieren in de epidermis van een blad, hierdoor zijn ze niet direct blootgesteld aan mogelijke vijanden. Veel cicaden zetten de eieren af in spleten in houtachtige planten, vaak worden dergelijke openingen in het hout door de vrouwtjes zelf gemaakt. Na enkele weken komen de eieren uit en komen de nimfen tevoorschijn.

### Nimf

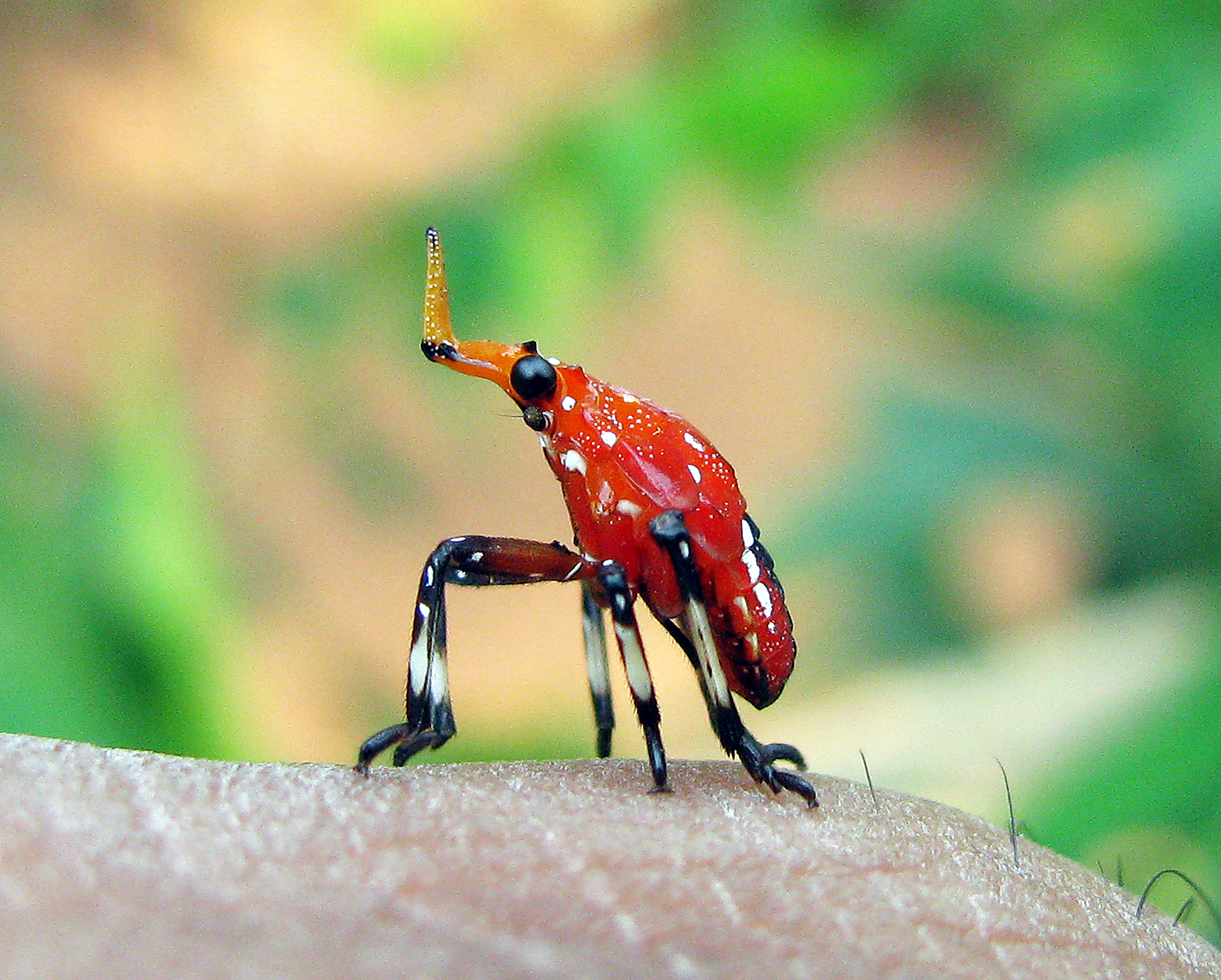
Een opvallend gekleurde nimf van de soort Epiptera europea.

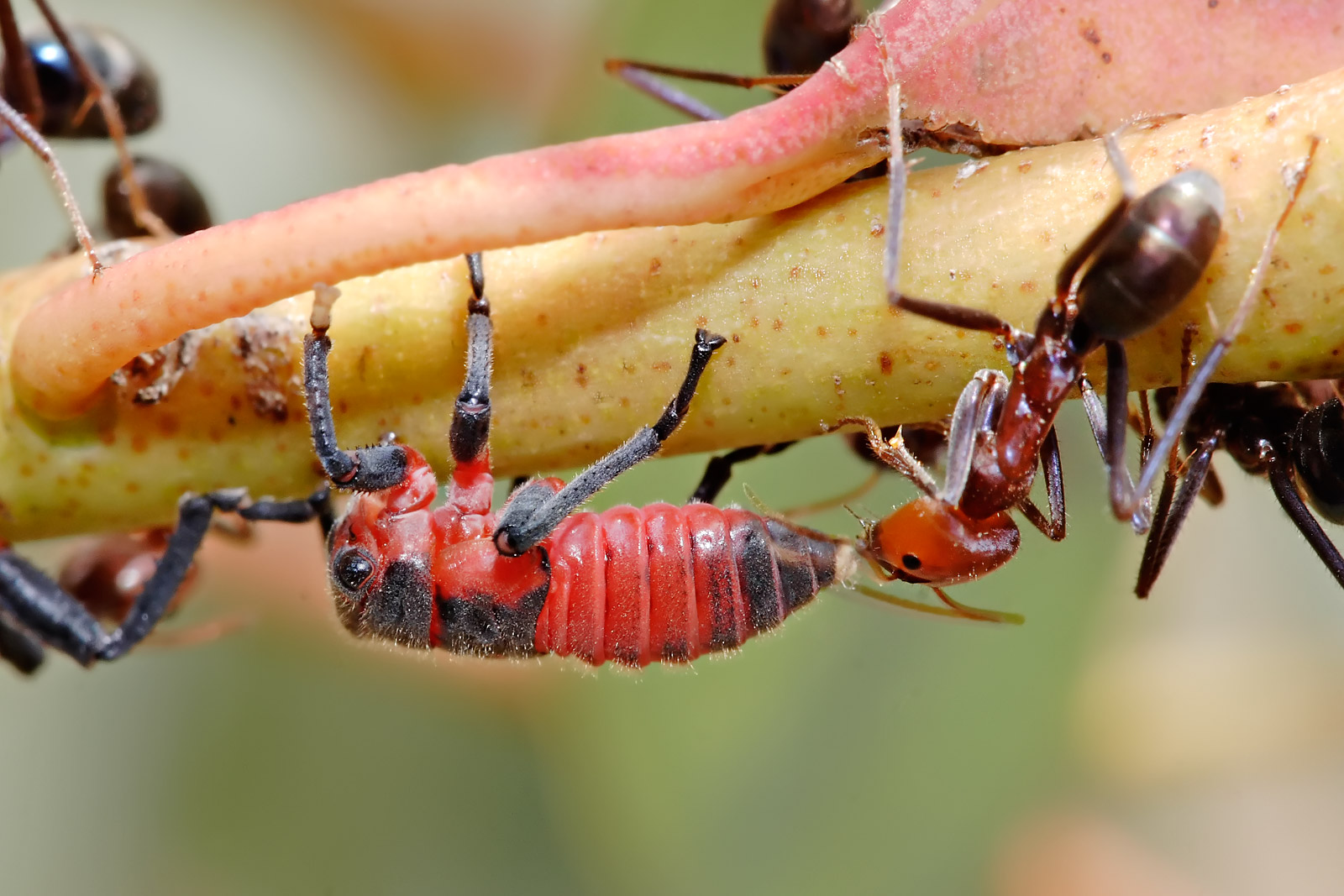
De nimf van de soort Eurymela fenestrata wordt beschermd door mieren.

Cicaden behoren tot de groep van insecten die een onvolledige gedaanteverwisseling kennen en een nimfstadium hebben. Dat wil zeggen dat ze geen wormachtige larve hebben zoals bij onder andere de kevers en de vlinders het geval is. Als een jonge cicade het ei verlaat heeft deze al direct de lichaamsvorm van de ouderdieren met een duidelijk gesegmenteerd lichaam, drie gelede poten en ontwikkelde ogen.
De nimf is slechts enkele millimeters lang als het ei wordt verlaten en groeit in stapjes. De verschillende stadia worden steeds opgevolgd door een vervelling of ecdysis. Iedere keer als de nimf vervelt is het lichaam groter en vertoont steeds meer van de volwassen kenmerken. De jonge cicaden hebben wel een kleiner lichaam en vaak een andere kleur dan de volwassen exemplaren, deze worden de imagines genoemd. Een belangrijk verschil tussen de nimf en de imago is het ontbreken van de vleugels van de jonge dieren, die alleen bij de volwassen insecten zijn ontwikkeld. Bij de nimfen zijn de vleugels al wel in aanleg zichtbaar als kleine stompjes maar zijn nog niet functioneel. De nimfen van cicaden zijn meestal niet mobiel; ze zijn niet in staat om zich van plant tot plant te begeven zoals de nimfen van andere plantenetende insecten zoals rechtvleugeligen en wantsen.
De nimfen van veel grotere cicades graven zich in in de bodem en zuigen aan plantenwortels, ze bevinden zich vaak op een diepte van enkele decimeters. Ze kunnen zich soms jarenlang ondergronds ophouden voordat ze ontwikkeld zijn.
Hoewel de cicaden bij het grote publiek niet zo bekend zijn als andere insecten zoals vlinders of wespen, is het koekoeksspuug vooral bij mensen met een tuin een bekend verschijnsel; dit is het schuimnest van de nimf en bestaat uit een fluimachtig goedje. Als het nest wordt verstoord is de nimf te zien, dit is vaak een langzaam bewegend en bleek diertje. Het schuimnest bestaat uit de vloeibare uitscheiding van de nimf die wordt opgeklopt en zo het gehele lichaam omgeeft en bescherming biedt. De vloeistoffen worden voorzien van wasoplossende stoffen en een biologische zeep is gecreëerd; het schuim dat wordt verkregen kan de nimf zelf aanvullen. Het beschermt tegen predatoren, parasieten en weersomstandigheden. De nimf kan uitdrogen; bij verjaging maakt zij snel een nieuw schuimnest. Sommige roofwantsen zuigen de nimfen uit door het schuim heen, en graafwespen zoeken gericht naar spuug en nemen de larve mee naar het hol voor het nageslacht. De schuimnesten worden ook wel 'koekoeksspuug' genoemd omdat men vroeger dacht dat de koekoek, een vogelsoort, weleens spuugde op bloemen, maar dit is achterhaald. Ook de koekoeksbloem, een favoriete plant van veel schuimbeestjes, heeft hieraan zijn naam te danken en de pinksterbloem werd vroeger wel schuimkruid genoemd vanwege de voorkeur van de cicaden als voedselplant.
(In Duitsland heet de pinksterbloem Wiesen-Schaumkraut)

Een aantal soorten die als nimf in planten leeft wordt beschermd door mieren. Net als bladluizen scheiden cicadenimfen suikers af terwijl mieren hier juist dol op zijn. De mieren blijven bij de cicades in de buurt en steeds als de cicade een druppel honingdauw afscheidt wordt deze opgenomen door de mier.

### Imago
Als de imago net uit de laatste larvenhuid is gekropen is het lichaam nog wit van kleur, maar na enkele uren krijgt het het harde exoskelet. Bij de meeste soorten vinden 5 à 7 vervellingen plaats, waarbij poten en vleugelstompen groter worden, tot de laatste vervelling, waarna de cicade kan vliegen; vanaf dat moment is hij 'volwassen' en vervelt hij niet meer. Volwassen cicaden leven doorgaans enkele weken en sterven nadat ze zich hebben voortgeplant. Veel soorten leven echter als nimf enkele jaren onder de grond, bij de meeste soorten variërend van 2 tot 8 jaar. Alle cicadenimfen zuigen plantensappen uit wortels; ze hebben injectienaaldachtige kaakdelen. De volwassen dieren zuigen plantensappen op uit bovengronds groeiende delen van planten, en kunnen zelfs grote schade aanrichten in hardhout-bomen en struiken.
De meeste cicadesoorten komen ieder jaar voor en kennen meerdere generaties per jaar. Er zijn ook soorten die meerdere jaren als nimf onder de grond leven voordat ze volledig zijn ontwikkeld. Deze soorten komen meestal ieder jaar voor, omdat de nimfen van verschillende generaties zijn en de verschillende ontwikkelingsstadia door elkaar leven. Er zijn echter ook cicaden die een zeer lange ontwikkelingsduur kennen van óf dertien jaar óf van zeventien jaar. Deze soorten behoren tot het geslacht Magicicada en komen uitsluitend voor in het oosten van de Verenigde Staten. Eens in de dertien of zeventien jaar komen de volwassen insecten in enorme aantallen uit de grond tevoorschijn om zich voort te planten. Na enkele weken verdwijnen alle volwassen dieren weer om zich lange tijd niet meer te laten zien. Omdat cicaden wel zeventien jaar kunnen worden, zijn het op termietenkoninginnen na de langstlevende insecten.

## Communicatie

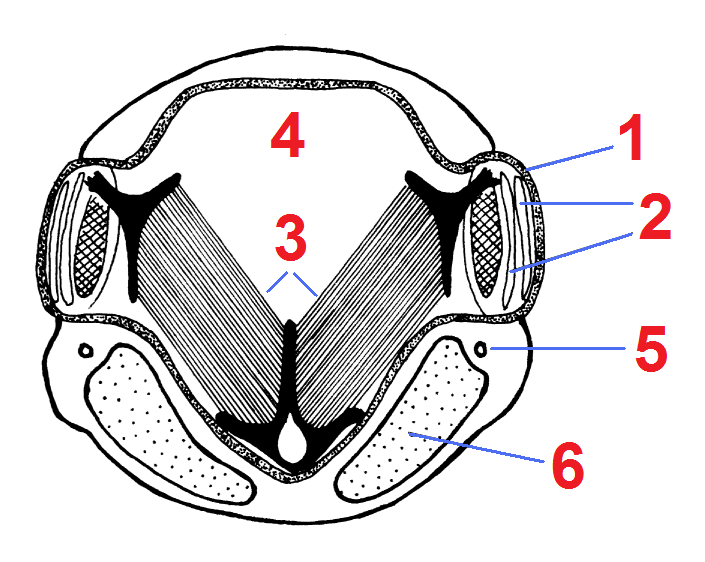
Schema van het geluidsapparaat.

Cicades staan bekend om hun vermogen te kunnen 'zingen', ze maken een geluid dat vaak sterk lijkt op een hoge zoem- tot fluittoon. Het geluid wordt geproduceerd door kleine plaatjes te laten trillen met behulp van sterke spieren. Het geluidsapparaat is gelegen vlak achter het borststuk, aan de eerste achterlijfssegmenten.
De werking van de geluidsorganen van cicades is als volgt; aan weerszijden van het lichaam zijn twee structuren aanwezig die de trommelorganen of tymbalen (1) worden genoemd. Aan de binnenzijde hiervan zijn twee verharde en enigszins gewelfde plaatsjes gelegen, de trilplaatjes (2). De trilplaatjes worden door een sterke en relatief grote spier (3) naar binnen gebogen, wat een luide klik veroorzaakt. Het geluid wordt nog versterkt door de met lucht gevulde lichaamsholte van de cicade (4). Deze holte dient als klankkast wat het geluid versterkt, met name de grotere cicaden beslaat deze holte het grootste deel van het achterlijf en dan vooral bij de mannetjes. De cicade kan zelf geluiden waarnemen door kleine gehoororganen (5). De door de luchtzak versterkte geluiden laten een dun maar stevig orgaan resoneren, deze structuur wordt het trommelvlies of tympanum (6) genoemd. Hierdoor wordt het geluid nog verder versterkt wat de zeer luide zang van een aantal soorten verklaart. Het achterlijf fungeert hierbij als een Helmholtzresonator.
Zowel mannetjes als vrouwtjes hebben een lichaamsholte maar bij de grotere soorten cicaden kunnen alleen mannetjes zingen. De vrouwtjes kunnen slechts klikgeluidjes maken door met hun vleugels te klapperen. Bij soorten een aantal families, zoals de spoorcicaden (Delphacidae), kunnen zowel de mannetjes als de vrouwtjes geluiden produceren. Bij deze soorten zijn de geluiden echter zo zacht dat ze nauwelijks waarneembaar zijn voor het menselijk oor. Ze vallen vaak in het ultrasone spectrum en zijn alleen te horen met een vleermuisdetector. De grotere soorten daarentegen kunnen zo luid zijn dat het bij de mens tot schade aan het trommelvlies en zelfs tot permanente doofheid kan leiden. Daarnaast kan iemand die lange tijd wordt blootgesteld aan de harde geluiden last krijgen van angststoornissen en hoge bloeddruk.
Veel Amerikaanse cicaden kunnen geluiden produceren tot 100 dB, ongeveer de pijngrens van de mens. Soorten uit het geslacht Tibicen, zoals de cicade Tibicen walkeri, komen bijvoorbeeld ruim boven de 105 decibel. De allerluidste soort is de Afrikaanse Brevisana brevis, die een gemiddeld geluidsvermogen van 106,7 dB kan bereiken. Het maximale bereik gaat zelfs tot 107.5 dB en van de eerder genoemde Tibicen walkeri is een vermogen bekend van 108,9 dB maar het gemiddelde bereik is lager.
Iedere cicade heeft een soortspecifieke zang, en het ritme en de toonhoogte is per soort iets anders zodat geen vrouwtjes van de verkeerde soort worden aangetrokken. De frequentie van het geluid is enigszins afhankelijk van de omgevingstemperatuur omdat insecten koudbloedig zijn. Dit betekent dat ze sneller worden naarmate de temperatuur hoger is, en dit geldt ook voor de spieren die de geluiden produceren.

## Voedsel en vijanden

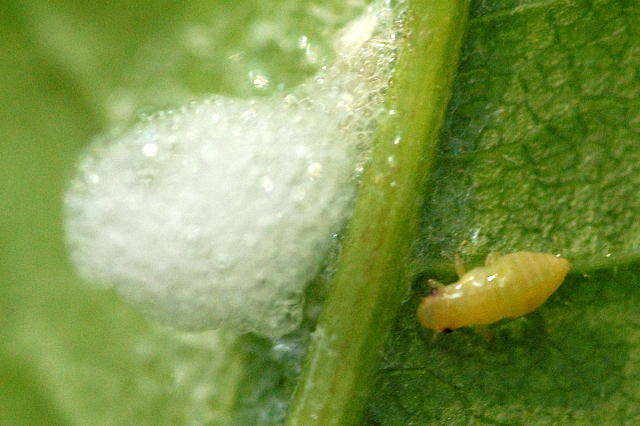
Schuimcicades maken een schuimnest, hier is de nimf buiten het nest te zien.

Cicaden zijn allemaal plantenzuigers, dit wordt wel fytofaag genoemd. Sommige soorten leven op één soort waardplant, andere soorten leven op een bepaalde groep verwante planten. Cicaden hebben net als alle snavelinsecten stekende en zuigende monddelen die zijn aangepast op het zuigen van sappen uit de bastvaten van planten, dit wordt wel floëem genoemd. Zowel de nimfen als de imago, de geslachtsrijpe cicade, voeden zich met behulp van hun steeksnuit. Deze wordt in het weefsel van planten gestoken en vervolgens wordt het sap opgezogen. Door de druk in de vaten van planten wordt het floëem vaak zonder dat de cicade moeite hoeft te doen in het lichaam geperst. Er zijn zelfs soorten die de sapstroom moeten onderdrukken omdat anders het lichaam kan barsten.
De cicade neemt de voedingsstoffen uit het plantensap op in het lichaam maar de in het sap aanwezige suikers zijn niet bruikbaar en worden weer uitgescheiden. Veel cicaden ontdoen zich van de suikers door deze in een vloeistof uit te scheiden, net als plantluizen wordt deze uitscheiding honingdauw genoemd. Andere soorten zetten de suikers om in een wasachtige stof die het lichaam beschermt tegen predatie. Vooral de nimfen van sommige hebben een duidelijke wasachtige uitscheiding op de bovenzijde.
Een typisch kenmerk van de cicaden is hun symbiotische samenwerking met verschillende eencellige organismen die een rol spelen bij de vertering van voedsel. Een dergelijke relatie wordt ook gevonden bij andere insecten en zelfs bij hogere dieren zoals zoogdieren spelen bacteriën een rol bij de vertering. De cicaden echter zijn een hooggespecialiseerde groep die soms tot zes verschillende gastorganismen dragen. Het bergen van een symbiotisch organisme verschilt per groep van cicaden; de lantaarndragerachtigen nemen iedere gast in een ander deel van het lichaam op terwijl veel zingcicadeachtigen de gastheren bij elkaar bergen. Hierdoor treden soms conflicten op, van sommige cicaden is bekend dat ze niet langer gebruikmaken van eencelligen omdat ze een afwijkende voedselwijze kennen.
Cicaden zijn in de bloemen- en plantenteelt berucht om de schade die ze kunnen veroorzaken; meestal witte of bruine 'brandachtige plekjes', doordat de dieren het bladgroen uit het blad zuigen. De larven leven aan de onderkant van de bladeren en lijken op bladluizen. Veel soorten die bladeren aantasten, blijven klein en smal en zijn meestal groen gekleurd; bij het schudden van een besmette tak vliegen dan kleine, groene, vliegachtige beestjes weg. Dergelijke kleine plantencicaden zijn in de regel slechte vliegers die onregelmatig vliegen.

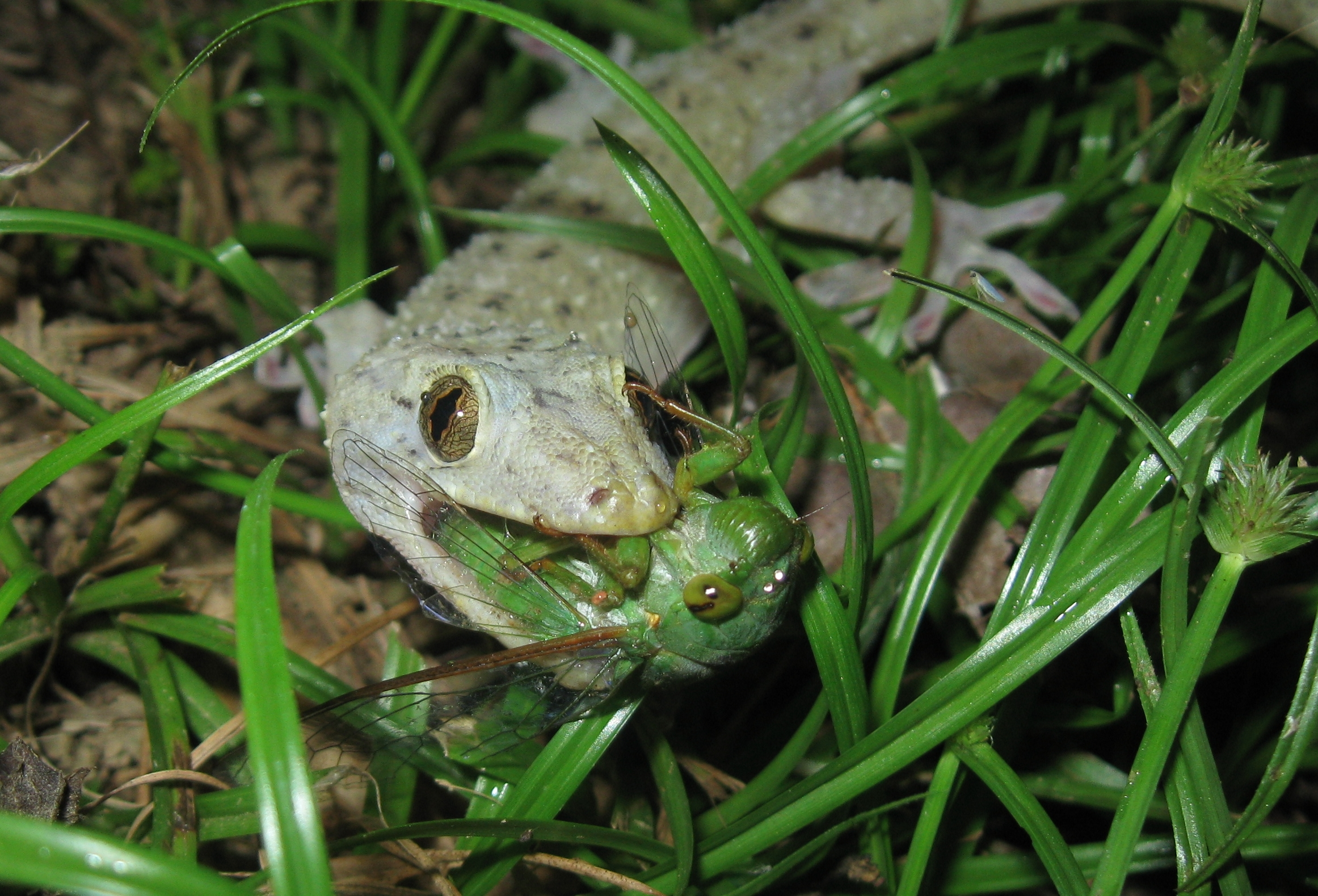
Een gekko met een buitgemaakte cicade.

Naast de directe schade die veroorzaakt wordt door het zuigen van plantensappen kunnen cicaden ook plantenziektes verspreiden. Cicaden zijn verwant aan de plantenluizen en zijn in staat enkele honderden meters per dag af te leggen, van veld naar veld. Ook verspreiden ze stoffen die bladgroen afbreken en stoffen die het voedseltransport van een plant verhinderen.
Cicaden worden door allerlei dieren gegeten, en hebben daarnaast te lijden onder verschillende ziekteverwekkers en parasieten. De meeste cicaden worden gegeten door insecteneters die tot heel verschillende groepen kunnen behoren. Ze vallen ten prooi aan onder andere kleine zoogdieren, vogels, reptielen en amfibieën. Ook vele ongewervelde dieren jagen op cicaden zoals spinnen, wantsen en sluipwespen. Deze laatste groep parasiteert op zowel de eieren, de nimfen en de volwassen cicaden. De prooi wordt aan de binnenzijde voorzien van een ei dat met de lange legbuis wordt afgezet waarna de larve van de wesp de cicade (of het ei of de nimf) van binnenuit opeet. Een voorbeeld van een op cicaden jagende sluipwesp is Sphecius speciosus, die het heeft voorzien op de typische zingcicaden.

## Naamgeving en taxonomie

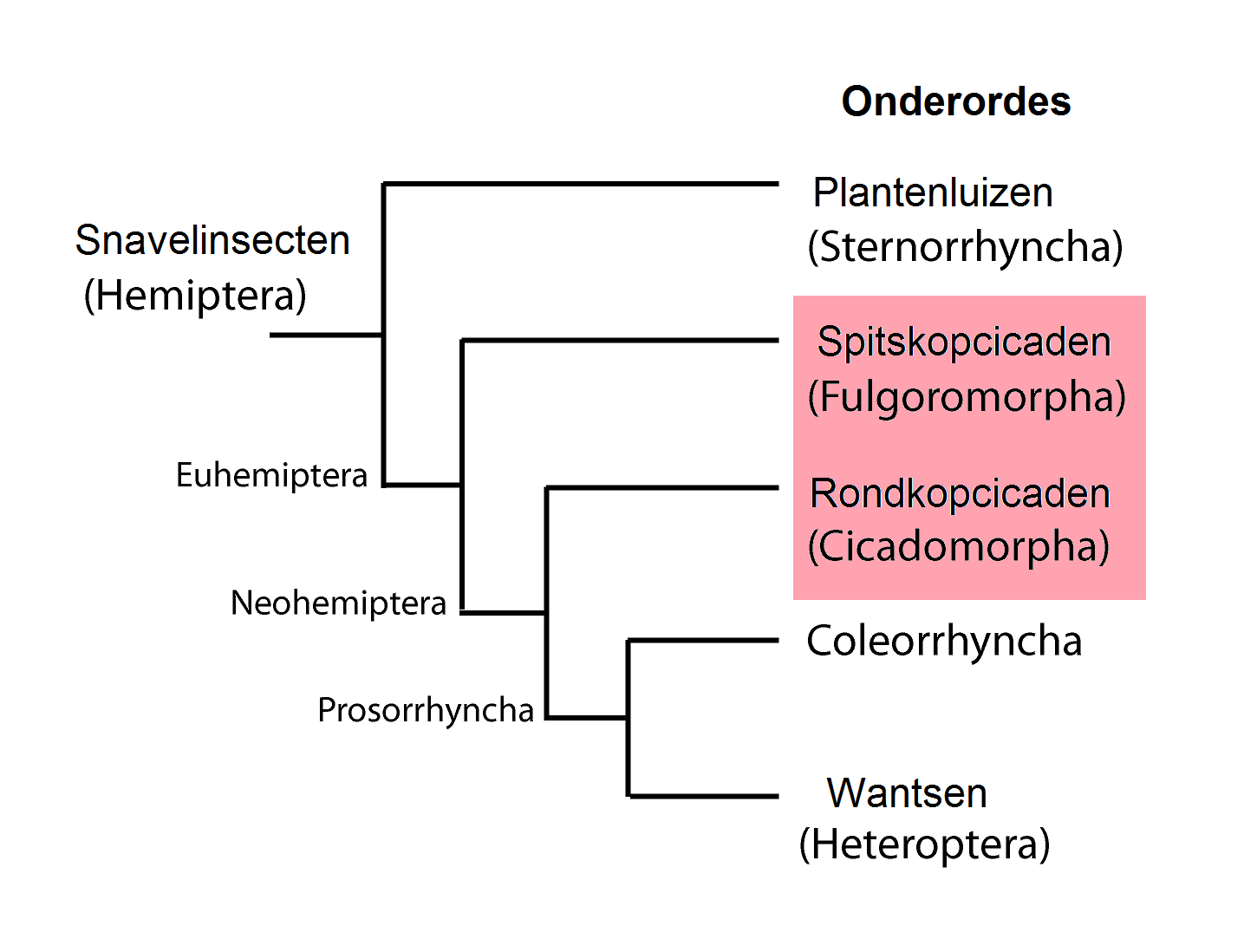
Volgens deze indeling zijn de cicaden (rood) parafyletisch, omdat hun meest recente gemeenschappelijke voorouder nog aanleiding heeft gegeven tot groepen die niet tot de cicaden gerekend worden.

De Nederlandse naam cicade is afkomstig uit het Latijn en betekent 'boomkrekel'.
In andere talen wordt een onderscheid gemaakt tussen de verschillende deelgroepen, terwijl in de Nederlandse taal alle soorten met cicade worden aangeduid. In de Engelse taal bijvoorbeeld worden de dwergcicaden leafhopper genoemd, bochelcicaden heten treehopper en de lantaarndragerachtigen worden met planthopper aangeduid. De Engelse term 'cicada' slaat enkel op leden van de superfamilie Cicadoidea, hetzelfde geldt voor de Franse taal (cigales) en de Spaanse taal (cigarras).
De onderorde Auchenorrhyncha werd voor het eerste wetenschappelijk beschreven door Duméril in 1806. De groep werd vroeger samen met de plantenluizen ingedeeld binnen de onderorde Homoptera. Tegenwoordig worden de plantenluizen, de cicaden en de wantsen ook wel als drie volwaardige onderordes binnen de orde Hemiptera gezien, en is de status van Homoptera onduidelijk. De naam Homoptera betekent 'gelijk' (homo) 'vleugeligen' (ptera) en slaat niet op de grootte van de vleugels -de achtervleugels zijn altijd kleiner- maar op het feit dat geen van de vleugels verhard of deels verhard is, zoals bij de wantsen het geval is.
Cicaden behoren tot de orde halfvleugeligen (Hemiptera), de indeling van de cicaden is net als bij andere insecten onderhevig aan verandering, tegenwoordig wordt de groep met Auchenorrhyncha aangeduid, een verouderde naam voor de groep is Cicadinea. De wetenschappelijke naam is in het verleden abusievelijk wel gespeld als Auchenorrhnycha waardoor deze naam in de literatuur kan worden gevonden.
Een probleemgroep vormt de Coleorrhyncha, deze diertjes worden vertegenwoordigd door één familie en twaalf soorten, ze lijken op een kruising tussen een cicade en een wants. Ze komen alleen voor in Zuid-Amerika en in Australië en Nieuw-Zeeland en zijn al bekend uit het Paleozoïcum. Ze werden vroeger wel tot de wantsen gerekend en later tot de cicaden maar tegenwoordig worden de Coleorrhyncha beschouwd als een aparte groep. De vertegenwoordigers van de Coleorrhyncha wijken af van andere insecten wat betreft morfologie door het net-achtige lichaam maar ook de levenswijze is opmerkelijk. Het zijn namelijk de enige snavelinsecten die niet leven van sappen uit vaatplanten, ze hebben zich gespecialiseerd in het zuigen van sappen uit mossen.
Onderstaande taxonomie is gebaseerd op Tree of Life. De indeling is tot familieniveau weergegeven met de indeling in infraordes en superfamilies.

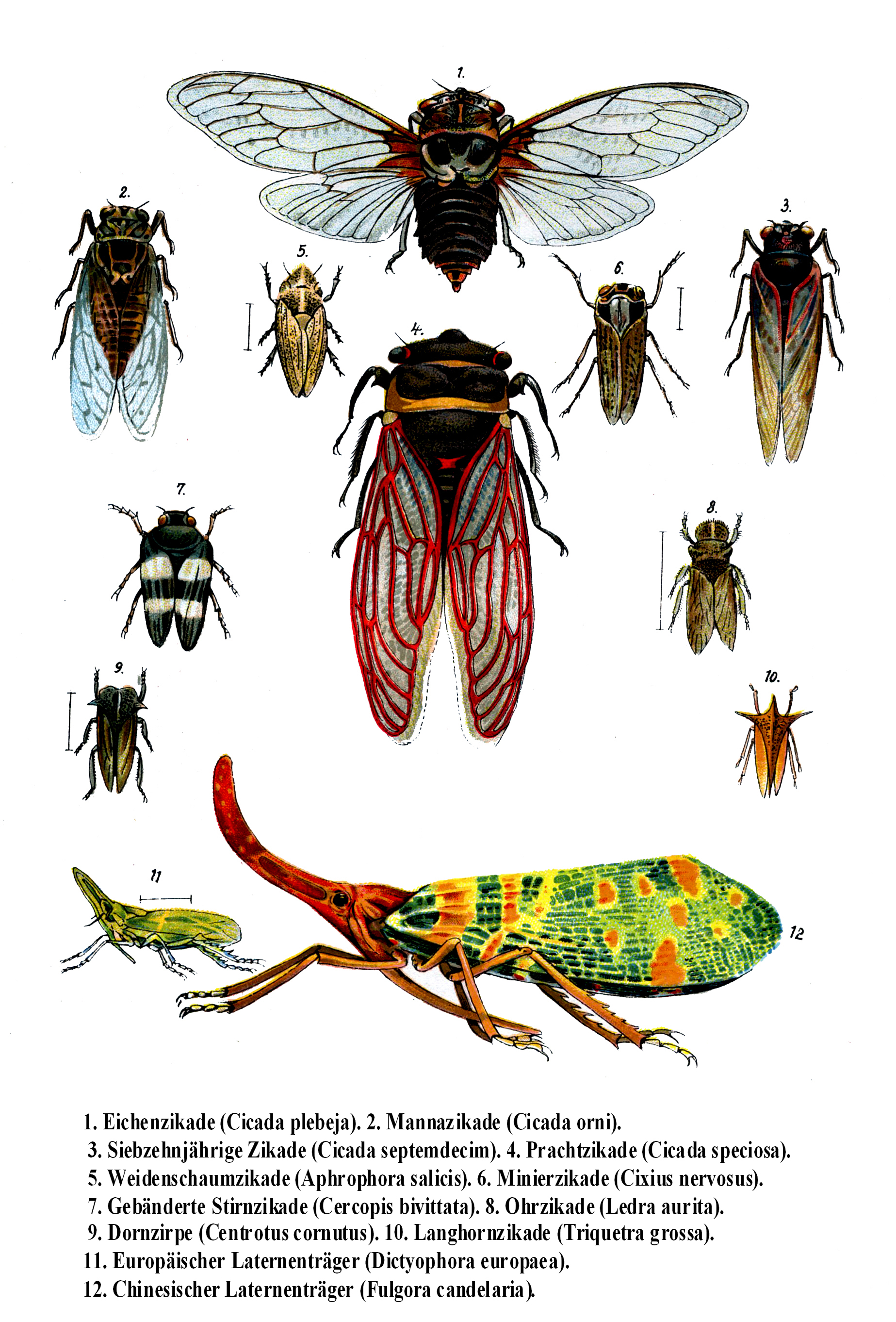
Verschillende vormen van cicaden, een tekening uit 1923.

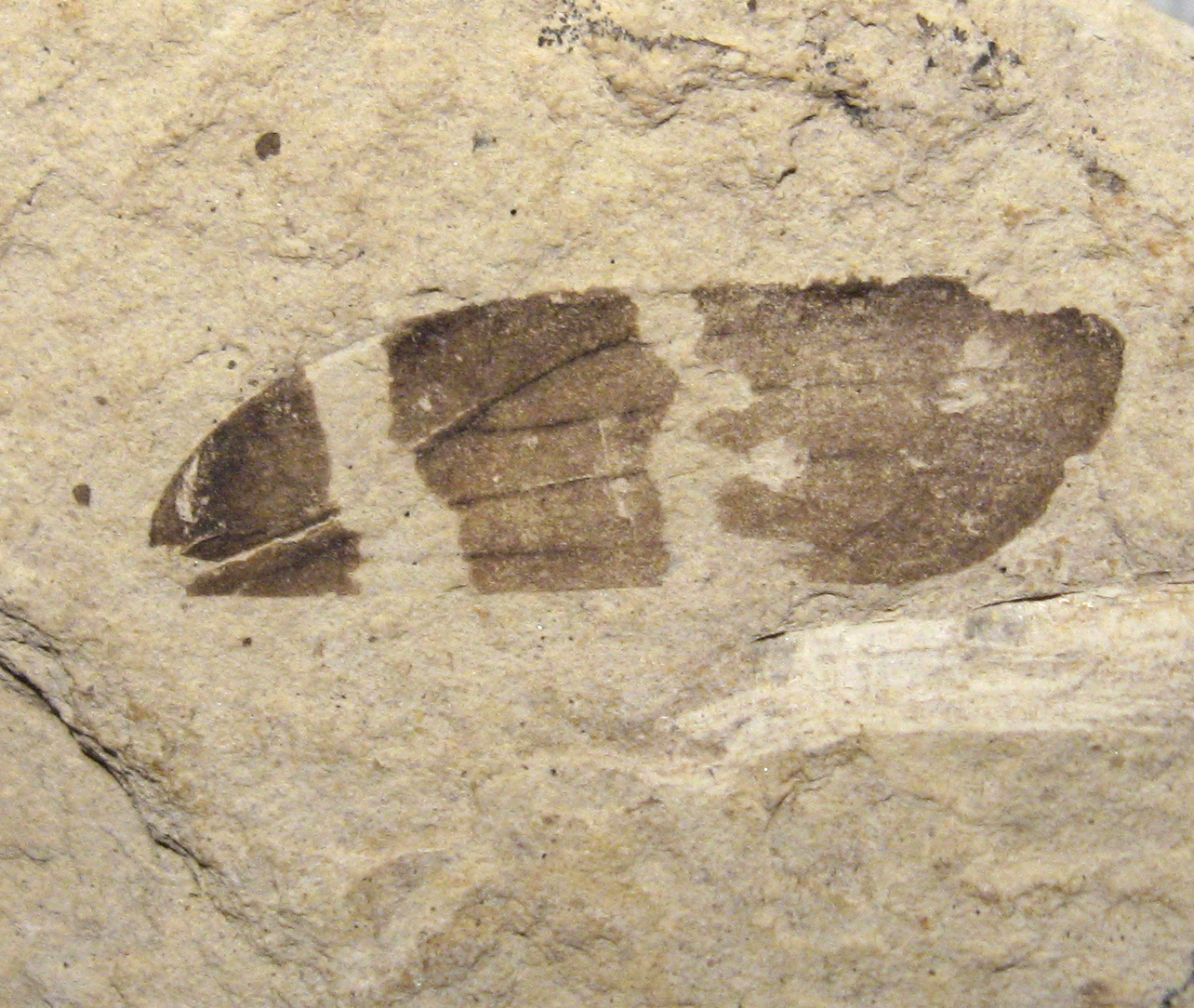
Fossiel van een vleugel, 49 miljoen jaar oud.

- Infraorde Cicadomorpha (Zingcicadeachtigen)
  - Superfamilie Cicadoidea
    - Familie Tettigarctidae
    - Familie Cicadidae

  - Superfamilie Cercopoidea
    - Familie Cercopidae (Schuimcicaden)
    - Familie Aphrophoridae
    - Familie Machaerotidae
    - Familie Clastopteridae

  - Superfamilie Membracoidea
    - Familie Aetalionidae
    - Familie Cicadellidae (Dwergcicaden)
    - Familie Melizoderidae
    - Familie Membracidae (Bochelcicaden)
- Infraorde Fulgoromorpha (Lantaarndragerachtigen)
  - Familie Achilidae
  - Familie Achilixiidae
  - Familie Acanaloniidae
  - Familie Cixiidae
  - Familie Delphacidae (Spoorcicaden)
  - Familie Derbidae
  - Familie Dictyopharidae
  - Familie Eurybrachidae
  - Familie Flatidae
  - Familie Fulgoridae
  - Familie Gengidae
  - Familie Hypochthonellidae
  - Familie Issidae
  - Familie Kinnaridae
  - Familie Lophopidae
  - Familie Meenoplidae
  - Familie Nogodinidae
  - Familie Ricaniidae
  - Familie Tettigometridae
  - Familie Tropiduchidae